# Twicecoaster: Lane 1
Twicecoaster: Lane 1 (estilizado como TWICEcoaster: LANE 1) es el tercer extended play (EP) por el grupo de chicas surcoreano Twice. El álbum fue lanzado digitalmente y físicamente el 24 de octubre de 2016 por JYP Entertainment y distribuido por KT Music. Contiene siete canciones, incluido el sencillo principal «TT» (que hace referencia al emoticón utilizado para expresar llanto o tristeza). El EP es el álbum de grupo de chicas K-pop más vendido de 2016, que vendió 350,852 unidades al final del año.
La reedición del EP, titulada Twicecoaster: Lane 2, se lanzó el 20 de febrero de 2017.

## Antecedentes y lanzamiento
El 10 de octubre de 2016, JYP Entertainment publicó una tabla de tiempo para el tercer EP de Twice a través de su página oficial y redes sociales, que muestra el calendario de promoción del grupo a partir del 10 de octubre hasta el lanzamiento de su álbum el 24. Fue seguido por el lanzamiento del vídeo de introducción, lista de temas y teasers de imágenes del álbum y grupal en los próximos días. Las dos versiones del álbum, albaricoque y neón magenta, representan los colores oficiales de Twice que anunciaron el 23 de septiembre de 2016. Los días 17, 18 y 19 de octubre, los teasers individuales de cada miembro fueron lanzadas a la medianoche. El primer teaser para el vídeo musical del sencillo principal fue lanzado el 20 de octubre, con un niño y una niña vestidos con disfraces para Halloween.
En la celebración del primer aniversario de Twice desde su debut, el grupo dio a conocer la séptima canción del EP, «One in a Million», la canción que dedicaron a los fanes, a través de una transmisión en vivo de Naver V Live titulado TWICE 1st Anniversary V el 20 de octubre a las 22:30 KST. A continuación, fue seguido por la liberación del segundo teaser para «TT» a la medianoche. El 22 de octubre, se reveló que el álbum tiene nueve CD al azar que cuentan con los nueve miembros del grupo. Al día siguiente, Twice lanzó el álbum highlight en el que resumen todas las canciones del EP, y los créditos de cada uno de los productores y compositores. También subieron imagen teaser de la coreografía de «TT» en su página de inicio. El álbum fue lanzado oficialmente al día siguiente. También fue lanzado como una descarga digital en varios portales de música.

## Vídeo musical
El vídeo musical de la canción «TT» fue dirigido por Naive, el mismo equipo de producción detrás de los vídeos musicales de las canciones de Twice «Like OOH-AHH» y «Cheer Up». Ganó más de 5 millones de visitas en YouTube en menos de 24 horas desde su lanzamiento y estableció un nuevo récord en sólo 40 horas, convirtiéndolo en el vídeo de un grupo de K-pop más rápido en alcanzar 10 millones de visitas. A continuación, rompió el récord del más rápido en llegar a 20 millones de visitas en 114 horas (4 días 18 horas).
El 3 de enero de 2017, el vídeo musical de «TT» alcanzó los 100 millones de visitas, convirtiéndose en el vídeo de un grupo de K-pop hacerlo más rápido y rompiendo el récord de Twice establecido previamente por «Cheer Up». Actualmente, es el MV más visto de TWICE.
En el vídeo musical, los miembros mostraron diferentes personalidades y personajes famosos a través de cosplays con temas de Halloween: Jeongyeon y Momo retratan a Pinocho y Tinker Bell, respectivamente. Dahyun es el Conejo Blanco de las Aventuras de Alicia en el País de las Maravillas mientras que Sana es Hit-Girl de la serie Kick-Ass. Chaeyoung es una sirena y Nayeon es una linda diabla. Mina es una pirata femenina que recuerda a Piratas del Caribe. Jihyo y Tzuyu tienen conceptos contrastantes; Jihyo es Elsa de Frozen con un largo vestido blanco mientras que Tzuyu es una misteriosa vampiresa que lleva un vestido transparente.

## Promoción
Twice celebró su showcase para el álbum el 24 de octubre de 2016 en el Blue Square situado en Seúl, Corea del Sur. Presentaron canciones de sus álbumes anteriores: «Like OOH-AHH», «Do It Again», «Precious Love», «Cheer Up» y «Candy Boy». También presentaron «One in a Million», «Jelly Jelly» y «TT» por primera vez en el showcase, que fue transmitido en directo a través de Naver V Live.
El 27 de octubre de 2016, Twice hizo su regreso en MCountdown en Jeju, que reunió a 10.000 aficionados locales e internacionales y fue transmitido en 13 países. Fue seguido por actuaciones en el episodio del 28 de octubre de Music Bank, Show! Music Core el 29 y The Show el 1 de noviembre donde ganaron su primer trofeo con «TT». El grupo también se presentó por primera vez desde su debut en Show Champion y también ganó el trofeo en el episodio del 2 de noviembre del programa. Su presentación final de regreso fue en el episodio del 6 de noviembre de Inkigayo. Twice presentó sus nuevas canciones «1 to 10» y «TT» para todos los escenarios del regreso.
Twice presentó «Jelly Jelly» por primera vez en programa de música en el episodio del 27 de noviembre de Inkigayo.

## Desempeño comercial
El 31 de octubre de 2016, se informó que Twicecoaster: Lane 1 registró más de 165.000 ventas físicas en el Gaon Chart en una semana, lo que lo convierte en el álbum más vendido de un grupo de chicas de K-pop del año. Superó las ventas de cinco meses del álbum anterior de Twice, Page Two, en sólo siete días.
El EP entró en las listas de Billboard World Albums en el número 3 mientras que la canción «TT» entró en el número 2 de World Digital Songs.
El 22 de noviembre de 2016, se informó que el EP había superado las 200.000 ventas físicas, haciendo de Twice el único grupo de chicas de K-pop que había vendido más de 200.000 de copias a lo largo de 2014 hasta 2016.

## Relanzamiento
El 5 de diciembre de 2016, se anunció a través de su Twitter oficial que el grupo estaría lanzando una edición de Navidad de Twicecoaster: Lane 1. Fue lanzado el 19 de diciembre con la misma lista de canciones.
El álbum repackaged vendió más de 115 000 copias en preventa.

## Lista de canciones
| TWICEcoaster : LANE 1 |                    |                             |                                                                  |                                      |          |  |
| N.º                   | Título             | Letras                      | Música                                                           | Arreglos                             | Duración |  |
| 1.                    | «TT»               | Sam Lewis                   | Black Eyed Pilseung                                              | Rado                                 | 3:34     |  |
| 2.                    | «1 to 10»          | Chloe · Noday               | Noday · Chloe                                                    | Noday · Chloe                        | 2:56     |  |
| 3.                    | «Ponytail»         | Lee Sin-seong · ZigZag Note | ZigZag Note                                                      | ZigZag Note · Noh Eun-jong           | 3:27     |  |
| 4.                    | «Jelly Jelly»      | Joul                        | east4A · Ashley Mounts · Kim Hee-deok                            | east4A                               | 3:32     |  |
| 5.                    | «Pit-A-Pat»        | Yorkie · Kang Ji-won        | Kang Ji-won · Im Kwang-wook                                      | Im Kwang-wook · Kang Ji-won          | 3:27     |  |
| 6.                    | «Next Page»        | Maeel                       | Joe J. Lee "Kairos"                                              | Joe J. Lee "Kairos" · Hobyn "K.O" Yi | 2:57     |  |
| 7.                    | «One in a Million» | mr.cho                      | Sebastian Thott · Didrik Thott · Andreas Öberg · Danielle Senior | Sebastian Thott                      | 2:55     |  |
| 22:48                 |                    |                             |                                                                  |                                      |          |  |

## Posicionamiento en listas

### Listas semanales
| Lista (2016)                                          | Posición |
| ----------------------------------------------------- | -------- |
| South Korean Albums (Gaon)                            | 1        |
| Japanese Albums (Oricon)                              | 10       |
| Taiwanese Albums (Five Music Korea-Japan Album Chart) | 1        |
| US World Albums (Billboard)                           | 3        |

### Lista mensual
| Lista (2016)               | Posición |
| -------------------------- | -------- |
| South Korean Albums (Gaon) | 3        |

### Lista de fin de año
| Lista (2016)               | Posición |
| -------------------------- | -------- |
| South Korean Albums (Gaon) | 5        |

## Premios y nominaciones
| Año  | Premio                      | Trabajo nominado     | Categoría                      | Resultado |
| ---- | --------------------------- | -------------------- | ------------------------------ | --------- |
| 2017 | 31st Golden Disk Awards     | Twicecoaster: Lane 1 | Disk Bonsang                   | Nominado  |
| 2017 | 26th Seoul Music Awards     | «TT»                 | Female Dance Performance Award | Ganador   |
| 2017 | 6th Gaon Chart K-Pop Awards | «TT»                 | Canción del Año – octubre      | Ganador   |

### Premios en programas de música
| Canción | Programa                  | Fecha                   |
| ------- | ------------------------- | ----------------------- |
| «TT»    | The Show (SBS MTV)        | 1 de noviembre de 2016  |
| «TT»    | Show Champion (MBC Music) | 2 de noviembre de 2016  |
| «TT»    | M Countdown (Mnet)        | 3 de noviembre de 2016  |
| «TT»    | M Countdown (Mnet)        | 10 de noviembre de 2016 |
| «TT»    | Music Bank (KBS)          | 4 de noviembre de 2016  |
| «TT»    | Music Bank (KBS)          | 11 de noviembre de 2016 |
| «TT»    | Music Bank (KBS)          | 18 de noviembre de 2016 |
| «TT»    | Music Bank (KBS)          | 25 de noviembre de 2016 |
| «TT»    | Music Bank (KBS)          | 2 de diciembre de 2016  |
| «TT»    | Music Bank (KBS)          | 6 de enero de 2017      |
| «TT»    | Inkigayo (SBS)            | 6 de noviembre de 2016  |
| «TT»    | Inkigayo (SBS)            | 13 de noviembre de 2016 |
| «TT»    | Inkigayo (SBS)            | 20 de noviembre de 2016 |

## Historial de lanzamiento
| Región                | Fecha                 | Formato          | Distribuidor                      |
| --------------------- | --------------------- | ---------------- | --------------------------------- |
| Corea del Sur, Global | 24 de octubre de 2016 | Descarga digital | JYP Entertainment, KT Music       |
| Corea del Sur         | 24 de octubre de 2016 | CD               | JYP Entertainment, KT Music       |
| Tailandia             | 17 de marzo de 2017   | CD               | JYP Entertainment, Bec-tero Music |